# TV-tornet i Vilnius
TV-tornet i Vilnius (litauiska: Vilniaus televizijos bokštas) är ett TV-torn byggt 1974–1980. Tornet ligger i utkanten av huvudstaden Vilnius i östra Litauen. Utsiktsdelen heter Vintergatan och ligger på 165 meters höjd. Tornet är totalt 325 meter högt. I utsiktsdelen finns en restaurang som roterar i långsam takt.

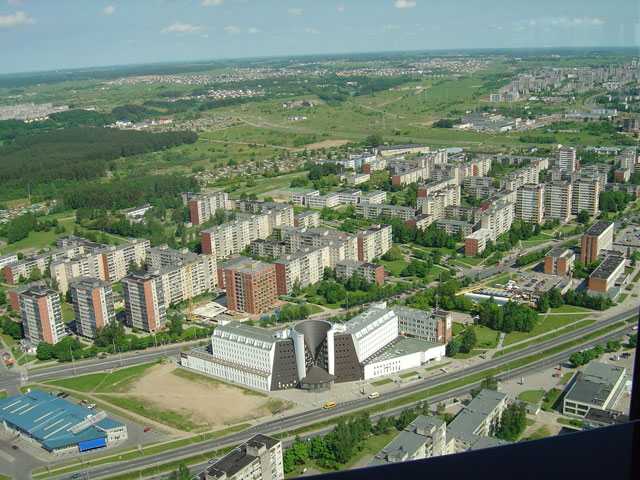
Utsikt från TV-tornet

## Den sovjetiska ockupationen av TV-tornet 1991
Under Litauens kamp för självständighet, som hade eskalerat två dagar tidigare, ockuperade Sovjetunionen TV-tornet den 13 januari 1991. Litauiska frihetskämpar demonstrerade mot ockupationen. Under våldsamheter med sovjetiska stridsvagnar inblandade dog 14 litauiska demonstranter vid TV-tornet. Ockupationen fortsatte i 222 dagar.[källa behövs] En utställning om händelserna finns i tornets bottenplan.